# Sporobolius darlingi
Sporobolius darlingi är en insektsart som beskrevs av Boris Petrovich Uvarov 1941. Sporobolius darlingi ingår i släktet Sporobolius och familjen gräshoppor. Inga underarter finns listade i Catalogue of Life.